# Багирян, Араик Михайлович
Араик Михайлович (Микаелович) Багирян (Багрян) (арм. Արայիկ Միքայելի Բաղրյան; род. 14 января 1984, Степанакерт) — государственный деятель непризнанной Нагорно-Карабахской Республики (НКР) и Армении, министр здравоохранения НКР (2018—2020).

## Биография
Родился 14 января 1984 года в Степанакерте, Нагорно-Карабахская АО, Азербайджанская ССР, СССР. В 2001 году окончил среднюю школу № 2 в Степанакерте.
В 2001—2007 годах обучался на медицинском факультете Ереванского государственного медицинского университета (ЕГМУ). В 2007—2009 годах проходил клиническую ординатуру в Национальном институте здравоохранения имени академика С. Авдалбекяна по специальности «социальная гигиена, организация и управление здравоохранения». В 2008—2011 годах заочно обучался на факультете бухгалтерского учёта и аудита Арцахского государственного университета.
В 2011—2013 годах возглавлял Клинический диагностический центр ЕГМУ. В 2013—2015 годах являлся начальником управления лекарственной политики и медицинских технологий Министерства здравоохранения Армении. В 2015—2016 годах работал заведующим лабораторией в Разданском медицинском центре.
С октября 2016 года по февраль 2017 года исполнял обязанности руководителя аппарата Министерства здравоохранения Армении. С марта 2017 года исполнял обязанности директора Офиса осуществления программ здравоохранения Министерства здравоохранения Армении.
6 июля 2018 года президент НКР Бако Саакян назначил Багиряна министром здравоохранения НКР вместо занимавшей эту должность ранее Карине Атаян. 18 июля 2020 года новый президент НКР Араик Арутюнян снял Багиряна с должности и назначил на его место Арарата Оганджаняна.
18 марта 2019 года Багирян защитил диссертацию на соискание учёной степени кандидата медицинских наук.
По состоянию на 2023 год является директором Научного центра экспертизы лекарств и медицинских технологий имени академика Э. Габриеляна
Состоит в браке, трое детей. Беспартийный.